# Miss Venezuela 2004
El Miss Venezuela 2004 fue la quincuagésima primera (51°) edición del certamen Miss Venezuela, se celebró en Caracas, Venezuela, el jueves 23 de septiembre del 2004, en vivo con el regreso al Poliedro de Caracas. Transmitido por Venevisión. Al final del evento, Ana Karina Áñez, Miss Venezuela 2003, de Lara, coronó a Mónica Spear, de Guárico, como su sucesora.
Esta edición fue la última en la que Carmen Victoria Pérez participa como animadora.

## Desarrollo
El preámbulo del certamen, La gala de la belleza, donde se hace también entrega de algunas bandas especiales se transmitió el 11 de septiembre de 2004.
El 23 de septiembre de 2004, el concurso regresa al Poliedro de Caracas con Maite Delgado y Daniel Sarcos como animadores principales, y Carmen Victoria Pérez como invitada especial. 
En el opening, la reina saliente, Ana Karina Áñez, pronuncia unas emotivas palabras de agradecimiento al público. Termina el discurso con los ojos llorosos.
El cuadro principal del espectáculo está un show inspirado en la música española, el cual está conformado por Fabiola Colmenares,  Francisco León  y Siudy Garrido, quien tuvo un percance con su vestuario y dejó ver uno de sus pechos por un momento, siendo uno de los momentos más comentados.
También el evento contó con un homenaje a la Ex-Miss Maritza Sayalero para conmemorar los 25 años de su triunfo como Miss Universo 1979, conformado con palabras de la actriz Elba Escobar, y la parte musical con Lila Morillo y sus hijas Liliana Rodríguez y Lilibeth Morillo.
Más tarde intervienen Alicia Machado como cantante y el puertorriqueño Luis Fonsi. Y luego se pasa a la parte de los trajes de gala. y el grupo pop mexicano RBD y el cantante estadounidense Janet Jackson, Kid Rock, P. Diddy, Nelly, Jessica Simpson y Justin Timberlake y la cantante colombiana Shakira y el cantante puertorriqueño Daddy Yankee.
Los miembros del jurado escogen como ganadora a Miss Guárico, Mónica Spear †. En el grupo de 28 aspirantes también están: Andrea Gómez (Distrito Capital), Stephanie Thomas (Miranda) y Jéssika Grau (Delta Amacuro).

## Ganadoras
| Resultado Final              | Candidata |
| ---------------------------- | --- |
| Miss Venezuela 2004          | - Guárico - Mónica Spear † |
| Miss Venezuela Mundo         | - Trujillo - Andrea Milroy Díaz |
| Miss Venezuela Internacional | - Distrito Capital -María Andrea Gómez                                                                                              |
| 1.ª Finalista                | - Miranda - Stephanie Thomas |
| 2.ª Finalista                | - Amazonas - Bárbara Clara |
| Semifinalistas (Top 10)      | - Carabobo - Desireé Pallotta - Delta Amacuro - Jessika Grau - Lara - Emmarys Pinto - Sucre - Julene Recao - Zulia - Anabel Montiel |

## Candidatas oficiales

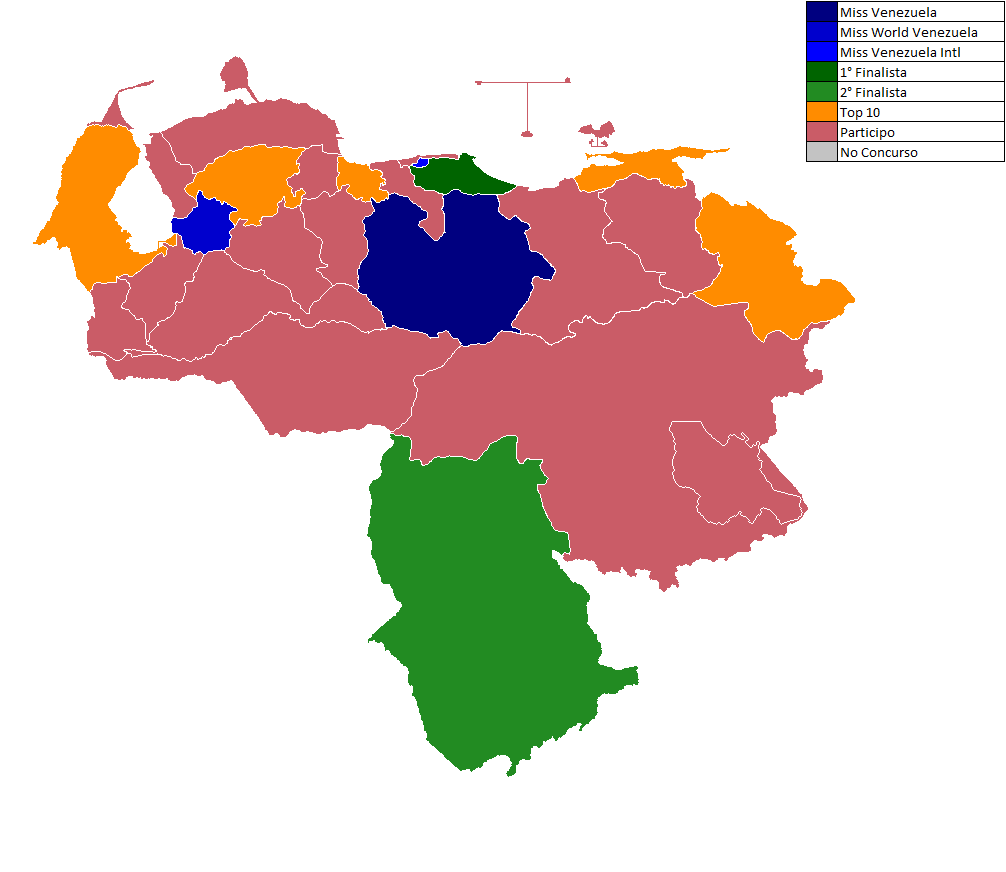
Miss Venezuela 2004

| Estado                 | Candidata                                   | Edad | Estatura (m) | Ciudad Natal            |
| ---------------------- | ------------------------------------------- | ---- | ------------ | ----------------------- |
| Amazonas               | Bárbara Clara Pereira                       | 23   | 1,74         | Maturín                 |
| Anzoátegui             | María Magdalena Alfaro Lunar †              | 19   | 1,74         | Puerto La Cruz          |
| Apure                  | Joelin Chiquinquirá Paredes Santiago        | 21   | 1,74         | Maracaibo               |
| Aragua                 | Jessica María Jardim Lino                   | 23   | 1,79         | Maracay                 |
| Barinas                | Krysthen Karla Kurman Cabrera               | 21   | 1,76         | Valencia                |
| Bolívar                | Widmarú del Valle Calma Goudet              | 23   | 1,75         | Ciudad Guayana          |
| Canaima                | Mariela Isabel López González               | 23   | 1,74         | Maracaibo               |
| Carabobo               | Desireé Virginia Pallotta Peña              | 20   | 1,76         | Valencia                |
| Cojedes                | Inmary Milagro Rodríguez Boscán             | 22   | 1,70         | Maracaibo               |
| Costa Oriental         | Desireé del Carmen Cueva González           | 17   | 1,75         | Cabimas                 |
| Delta Amacuro          | Jessika Concepción Grau Blequett            | 24   | 1,75         | Caracas                 |
| Dependencias Federales | Leonor Carolina Suárez Lemmo                | 18   | 1,77         | Caracas                 |
| Distrito Capital       | María Andrea Gómez Vásquez                  | 19   | 1,74         | Mérida                  |
| Falcón                 | Anny Vanessa del Río Molina                 | 20   | 1,74         | Barquisimeto            |
| Guárico                | Mónica Spear Mootz †                        | 19   | 1,75         | Maracaibo               |
| Lara                   | Emmarys Diliana Pinto Peralta               | 18   | 1,75         | Araure                  |
| Mérida                 | Mariette Daniela Gamra Di Stefano           | 17   | 1,70         | Mérida                  |
| Miranda                | Stephanie Shena Thomas                      | 18   | 1,75         | Caracas                 |
| Monagas                | Alexandra Valentina Butler Delgado-Chalbaud | 19   | 1,78         | Caracas                 |
| Nueva Esparta          | Nathalia Carolina Sánchez Castillejos       | 19   | 1,78         | Anaco                   |
| Península Goajira      | Elice Karina Vizcaya Molero                 | 17   | 1,79         | Maracaibo               |
| Portuguesa             | Christine Maria Aschl Wimmer                | 18   | 1,78         | Acarigua                |
| Sucre                  | Julene Isabel Recao Larrea                  | 23   | 1,78         | Caracas                 |
| Táchira                | Verónica Loschi Carrascal                   | 18   | 1,75         | San Antonio del Táchira |
| Trujillo               | Andrea María Milroy Díaz                    | 20   | 1,73         | Caracas                 |
| Vargas                 | Daniela Monserrat Pla Henríquez             | 18   | 1,78         | Caracas                 |
| Yaracuy                | Isabella Leticia Gámez Acevedo              | 19   | 1,76         | Caracas                 |
| Zulia                  | Anabel Cristina Montiel Galuppo             | 20   | 1,80         | Maracaibo               |

### Premiaciones especiales
- Miss Internet  Cojedes    - Inmary Milagro Rodríguez Boscán
- Miss Fotogénica   Distrito Capital   - María Andrea Gómez Vásquez
- Miss Rostro  Trujillo - Andrea Milroy Díaz

### Datos
- Mónica Spear a los años empezaría a se actriz para RCTV, Venevisión, y luego Telemundo. Fue asesinada junto a su esposo el 6 de enero de 2014.
- Esta fue la primera entrega que contaría con la conducción de Daniel Sarcos.